# 講故事的李斯特
講故事的李斯特（日语：カタリベのりすと），是漫畫家藤屋いずこ的作品。

## 故事簡介
側耳聆聽吧，這個世界里潛藏的不可思議。在各種常見的道具之中，存在寄宿著不可思議的力量的東西，從我們的身邊融入到我們的生活中，期盼著有人能發現它，等待著將其發現並被吞入故事之中。

## 主要角色
李斯特
年齡：自稱9歲
職業：自稱古玩商人
趣味：星期日看動畫
持有物：魔導書、玻璃球、知識、巨款
不可思議物品方面專家，既有錢又如謎一樣的少女。買下日渡家的古董店並成為店長,住在秋經的家裡。
使用一本書把收集的道具封印起来。
執著地收集著道具，想要找到某樣東西。
日渡 秋經
有鑑定古董的能力，是個怕麻煩的高中生。
對自己使用灰姑娘而使道具深植手腕上，身體從此無法前進和後退(無法成長及受傷馬上就復原)。

## 次要角色
小鳥遊 優助
秋經的同班同學，通稱「笨鳥遊」。因打工而意外撿到附著魔力的MP3，是布萊梅鎮的音樂家的擁有者。
崇拜正義，是個思想單純，個性直率，幻想著當英雄的中二高中生。
國枝 辰文
格林道具狼與七隻小羊的擁有者，想佔有灰姑娘而攻擊秋經,冷僻又自尊心強的富家子弟。
因髮型很像蘑菇，被李斯特等人稱為「蘑菇男、蘑菇頭或蘑菇」，被套上了項圈小哥哥和小妹妹，無法使用格林道具。已被組織“金鑰匙”解雇，後來轉學與秋經同班。
目睹了人變為道具的影像，令他有些畏懼。
鳴海 香麻
電玩場所的員工，睡美人的擁有者。曾經是“金鑰匙”的45號實驗者。
被灰姑娘的前叙事者實驗而與睡美人一體化，因睡美人的侵蝕至意識快要消失時，被小紅帽的擁有者所救。
安部 佳夏
日渡秋經的同班同學兼暗戀對象，對人貼心而壓抑自我。
某日收到神秘的包裹，被捲入異空間，成為長髮公主的擁有者。
宮城 米
敘事者，李斯特的養母，一位預言者的老太太，住在燒烤自助店裡。能看到秋經身後的灰姑娘的道具靈魂。聰明的愛爾莎的擁有者。
米亞奇 時音
157cm、23歲、12/20、AB型
敘事者，宮城米所在燒烤店的店員。很喜歡李斯特，不願意看到李斯特傷心的樣子。因為道具的能力常被李斯特要求去消除別人關於她的記憶，願意為李斯特做任何事。藍色之光的擁有者。
？
青蛙王子的擁有者，在李斯特周圍發放道具。

## 金鑰匙
？
金鑰匙的首領。
獅子倉稱前輩、伯樂稱女王殿下、卯波稱姊姊。
獅子倉 享一郎
原金鑰匙一員，帶著小紅帽、長髮公主、金鵝等道具離開。
小紅帽的擁有者。
伯樂 雉野
忠臣約哈內斯的擁有者，前灰姑娘的擁有者。
非常喜歡女性的大叔，似乎是繪畫界有名人。
卯波
為國枝前所學校的同學，瑪麗亞的孩子的擁有者，前長髮公主的擁有者。
犬島 宗
150cm、15歲、1/23、O型
白雪公主的擁有者。
犬島 碧
150cm、15歲、1/23、O型
白雪公主的擁有者。

## 格林童話道具
灰姑娘/仙杜瑞拉
出現話數：第一話
能將碰觸到的對象的狀態調到24小時以前的手錶
秋經使用了灰姑娘使他的狀態回到了24小時之前，若這樣灰姑娘會因為複位而消失，因此擁有意識的道具為了維持自身的存在，歪曲了運行的道理，埋進了秋經的肉裡。戀著並侵蝕著秋經。秋經一旦有殘缺就會立刻自動修復，加深一體化的進程
能力：恢復
編號：KHM21
擁有者：日渡 秋經
故事：灰姑娘害怕那告知改變自己一聲如夢般的夜晚舞會已結束的鐘聲，於是祈禱著時間要是能倒流就好了
道具靈魂：穿著婚紗的女人
道具靈魂的自白：
1.但是，我也不想死。鐘聲響起了魔法就會消失，所以我希望時間會倒回去。在和你相遇之前時間就倒回去的話，就沒有意義了。那樣的事，我不會容許。不要啊，別再讓我一個人了，未曾相遇也是，與你分別也是，這些我都承受不住的。永遠在一起吧
2.我是灰姑娘，你命中註定的伴侶。現在誰也不能打擾我們了，那鐘聲也不會再響起了，外面的世界已經不需要了，咱們可以永遠（重複N多次）在一起了。這是多麼幸福的事啊！就如同對於我來說你是不可或缺的那樣，對於你來說，要是沒有了我你也無法活下去
糖果屋/漢賽爾和葛麗特
出現話數：第一話
第一章是能撲捉東西的彈珠，第二章“麵包屑”呈水狀，憑依到人身上後，可讓對方按照使用者的意志來行動
能力：
第一章：撲捉
第二章：誘導
編號：KHM15
擁有者：李斯特
道具靈魂：只出現綁著雙馬尾少女的葛麗特
狼和七隻小羊
出現話數：第一話
能破壞東西的粉筆
能力：破壞
編號：KHM05
擁有者：國枝 辰文
故事：大灰狼用石灰（粉筆是石灰做的）欺騙小山羊並把它們吞到肚子裡
道具靈魂：身穿補丁過的衣裳的小灰狼
？
出現話數：第二話
格林童話的抄本，李斯特攜帶的一本很厚的書，書名位置寫著"GRIMM's"，被封到本子裡的道具就再也去不出來
能力：吸收及封印道具
擁有者：李斯特
費切爾的怪鳥（被封印）
出現話數：第二話
能複制東西的箱子，發動條件是裡面放了東西，若是放著不管會無上限複製，只需那裡面的東西拿出來效果便會消失
能力：複製
編號：KHM46
擁有者：李斯特
故事：一個小妹妹把踏入了不能進入的房間的姐姐們救出來的故事，最後妹妹使用一具骷髏做出了自己的分身，然後金蟬脫殼
不來梅鎮的音樂家/當音樂家去
出現話數：第三話
能夠強化身體的曲子，播放的曲子聲量越大身體能力增幅就越大
能力：強化
編號：KHM27
擁有者：小鳥遊 優助
故事：講動物們合力趕走強盜的故事
千皮獸（被封印）
出現話數：第四話
擁有改變穿戴著外形的能力的大衣
能力：變身
編號：KHM64
擁有者：國枝 辰文→李斯特
死神教父
出現話數：第四話
一盞燈，能先縫到對方的影子上並讓對手停下，把影子全部都吸光後對手就會死。解除方法為在影子被吸盡之前把燈的火滅掉。
能力：捕食
編號：KHM44
擁有者：未知（因第四話出現的為贗品，未能確定擁有者）
故事：破壞了與死神之間的約定男人在地獄的洞穴中滅掉生命的蠟燭。
聰明的愛爾莎
出現話數：第五話
一隻關在了鳥籠裡的未知動物，名字就叫艾爾莎。想知道什麼的話問了它便會回答
能力：預知未來
編號：KHM34
擁有者：宮城 米
故事：擔心未來的少女的故事
睡美人/玫瑰公主
出現話數：第六話
一把雨傘。
能力：反射
編號：KHM50
擁有者：鳴海 香麻
故事：睡美人是美麗的公主，中了詛咒在常滿荊棘的城中的故事。任何接近公主的人都要被荊棘刺中。
小紅帽
出現話數：第六話
一把剪刀，有將內部的東西拿出來的能力
能力：分離
編號：KHM26
擁有者：獅子倉 享一郎
道具靈魂：穿著紅帽衣、右眼遮著繃帶的雙辮少女
小哥哥和小妹妹
出現話數：第八話
一個項圈，被附上的話道具的威力就會被最小化
能力：退化
編號：KHM11
擁有者：李斯特
故事：喝了魔法的泉水後變成無力的鹿，在妹妹的庇佑下生活的故事，那個變成鹿的哥哥直到故事尾聲都無法做成一件事。
（漫畫為小弟弟和小妹妹，由於英文原文為The brother and sister，並未得知長幼，但是日文翻譯中為兄と妹）
？
出現話數：第九話
撲克牌
能力：傳送
編號：KHM
擁有者：未知（因為第九話出現的為贗品，未能確定擁有者）
會唱歌的白骨（被封印）
出現話數：第十話
一個口琴，碰觸口琴後就能讀取對方的內心。
能力：讀心
編號：KHM28
擁有者：李斯特
故事：一個被欺騙殺害的男人死後化為白骨訴說真實的故事。
牧鵝姑娘（被封印）
出現話數：第十一話
一條手帕，可將附近的某些情報隨機替換。
能力：竄改
編號：KHM89
擁有者：李斯特
故事：侍女冒充王女調換身份之後和王子結婚的故事。
？（被封印）
出現話數：第十三話
一個馬克杯
擁有者：李斯特
長髮公主/萵苣姑娘
出現話數：第十三話
一把舊式手槍。
能力：隔離
編號：KHM12
擁有者：安部 佳夏
故事：巫婆將萵苣姑娘關在沒有門沒有樓梯的塔里，靠萵苣姑娘的頭髮出入
道具靈魂：身穿華麗洋裝頭戴大大帽子留著兩條麻花辮的女人
青蛙王子
出現話數：第十六話
一隻青蛙玩偶
能力：盜竊
編號：KHM1
故事：變成了青蛙的年輕王子偷走了公主寶貴的金球藏在水潭下，與公主約定來拯救自己的故事
？（被封印）
出現話數：第十六話
一個木製雕刻熊。
可根據眼睛發光的方向確認位置
擁有者：李斯特
忠臣約哈內斯
出現話數：第十八話
畫→紋身
能力：防禦
編號：KHM6
故事：忠實的約哈內斯默默地的為國王做著一切
擁有者：金鑰匙─伯樂
瑪麗亞的孩子
出現話數：第十八話
一把蕾絲扇子
能力：讀取
編號：KHM3
故事：聖母瑪利亞收養的小女孩不聽警告打開第十三扇門後否認被趕出天堂
擁有者：金鑰匙─卯波
藍色之光/藍燈
出現話數：第二十話
一個香爐
能力：密封記憶
編號：KHM116
故事：一個士兵，為國王服役多年，數次負傷，可是戰爭結束時，卻被國王趕走了。後得到藍燈報復國王
擁有者：時音
白雪公主
出現話數：第二十一話的人物簡介
一雙人工眼
能力：
編號：KHM53
故事：
擁有者：金鑰匙─犬島兄妹
沒有手的姑娘（被封印）
出現話數：第二十二話
編號：KHM31
擁有者：李斯特
三個幸運兒（被封印）
出現話數：第二十二話
編號：KHM69
擁有者：李斯特
懶鬼哈利和胖婆特琳娜（被封印）
出現話數：第二十二話
編號：KHM158
擁有者：李斯特
畫眉嘴國王（被封印）
出現話數：第二十二話
編號：KHM52
擁有者：李斯特

## 用語解說
KHM
Kinderund Hausmarchen的簡稱，孩子們和家庭的童話，通稱「格林童話」
道具靈魂
其深入道具內部需：
1.因道具無法保持現有的型態的時候。
2.敘事者的行動模仿道具蘊藏的故事的時候。
3.道具選擇了與敘事者與其並肩前行的時候。

## 外部連結
- （日語） http://kc.kodansha.co.jp/content/top.php/1000005638[ ] （页面存档备份，存于）